# Juego con cera

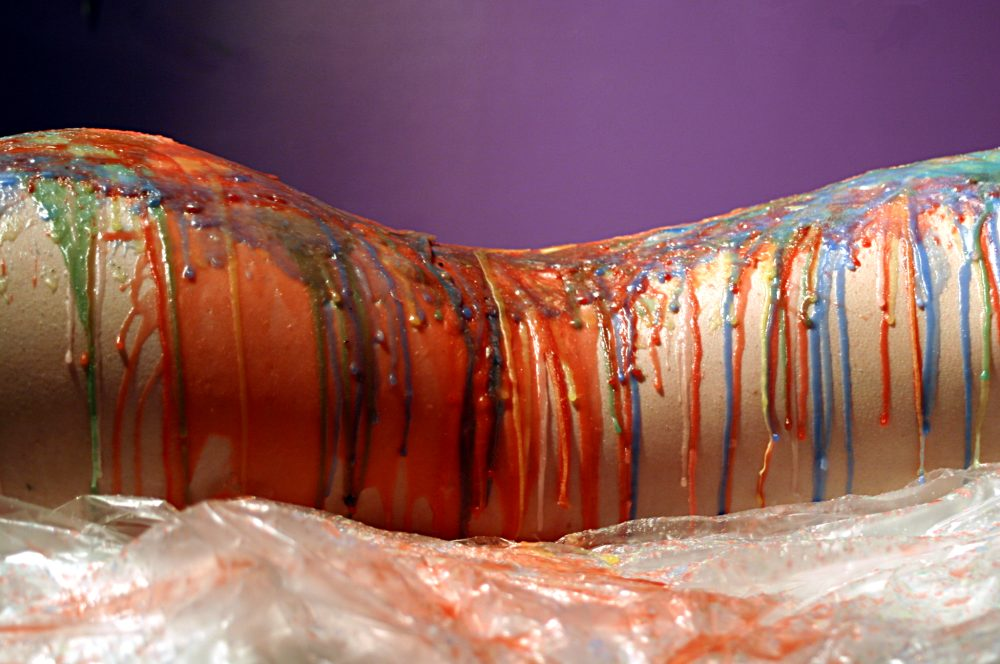
Durante la práctica se forman patrones de colores.

El juego con cera, también llamado waxing, wax play o juego con velas, es una forma de juego sexual erótico que se practica en un contexto BDSM. Se debe tener precaución al momento de la práctica, ya que se pueden presentar quemaduras tan graves que requieran atención médica.
Se suele aplicar en distintas partes del cuerpo a excepción de los ojos, fosas nasales, oídos y boca. Asimismo, existen varias técnicas que se emplean como el «goteo» en la cual se distribuyen las gotas sobre el cuerpo, el «vertimiento» que consiste en derramar grandes o pequeñas cantidades de cera y es «probablemente la más arriesgada de las técnicas». Y una última llamada «pintar con cera», que no es más que dibujar sobre el cuerpo por medio de una brocha.

## Tipos de vela
Tipos de velas utilizadas:
- Velas de soja que se derrite entre 46-57 °C.[6][7][8]
- Velas de parafina que se derriten entre 47-65 °C.[8][9]
- Velas de cera de abeja que se derrite entre 62-65 °C.[10][11][12][8]
- Cera microcristalina que se derriten entre 63-93 °C (inseguras para realizar juegos de cera).[13]
- Estearina que se derrite a los 80 °C (inseguras para realizar juegos de cera).[14]

Los aditivos que se agregan a las velas, como tinturas, aceites y aromas aumentan el punto de derretimiento. El punto de derretimiento puede ser reducido agregando aceite mineral.